# 223-й лётный отряд
223-й лётный отряд, полное наименование Федеральное государственное бюджетное учреждение «Государственная авиакомпания «223 лётный отряд» Министерства обороны Российской Федерации — российское государственное авиационное предприятие, подчинённое Министерству обороны Российской Федерации.
Обеспечивает авиационные перевозки в интересах государственных структур, а также выполняет нерегулярные грузовые и пассажирские перевозки.

## История
Государственная авиакомпания «223-й лётный отряд» создана на базе 8-й авиационной дивизии особого назначения (8 адОСНАЗ, 8 адон) (аэродром Чкаловский) ВВС России в соответствии с распоряжением президента Российской Федерации от 15 января 1993 года № 37-рп «Об обеспечении деятельности 223 и 224 лётных отрядов Минобороны России» для воздушных перевозок по заданиям президента, правительства и министерства обороны Российской Федерации (Минобороны России).
Официальной датой рождения авиакомпании считается 1971 год. Авиакомпания была реорганизована в федеральное государственное унитарное предприятие в связи с принятием нового положения о 8 (АД)он и началось выполнение чартерных коммерческих рейсов на самолётах Ил-76, Ил-62, Ту-134, Ту-154 и грузовых рейсов с использованием самолётов  Ил-76. В условиях недофинансирования Вооружённых Сил вырученные от перевозок гражданских грузов и пассажиров средства помогали несколько улучшить финансовое положение ВВС.
В 2010 году авиакомпания была преобразована в федеральное государственное казённое учреждение.
16 сентября 2015 года авиакомпания была преобразована в федеральное государственное бюджетное учреждение.

## Деятельность
Лётная подготовка личного состава ведётся по планам 8-й авиадивизии особого назначения, в соответствии с регламентами ВВС России. В то же время, 223-й лётный отряд осуществляет пассажирские и грузовые перевозки на внутренних и международных авиалиниях для решения народнохозяйственных задач с соблюдением требований, принятых в гражданской авиации, и под контролем Министерства обороны Российской Федерации. Также «флаг» 223-го лётного отряда практически всегда используется для воздушных перевозок за границу в интересах ВВС. Самолёты авиакомпании окрашены в цвета Специального лётного отряда «Россия» (СЛО «Россия») или Аэрофлота СССР.
По данным ряда СМИ, 223 лётный отряд заключил контракт с фирмой Евгения Пригожина «М Инвест» на перевозку наемников ЧВК «Вагнер» из России в Сирию, Судан, Ливию и ЦАР.

## Санкции
19 мая 2023 года, на фоне вторжения России на Украину, 223-й лётный отряд попал под блокирующие санкции США за перевозку личного состава и техники ЧВК «Вагнер» в страны где действует частная военная компания. Под санкции также попали 37 самолетов лётного отряда. Аналогичные санкции ввела Украина.

## Происшествия
- 25 октября 2000 года при заходе на посадку в аэропорту Батуми потерпел катастрофу самолёт Ил-18 (бортовой номер RA-74295), перевозивший «под флагом» 223-го ЛО в совместной эксплуатации с авиакомпанией Аэрофлот российских военнослужащих 12-й военной базы в Закавказье. Все 84 человека (73 пассажира и 11 членов экипажа), находившиеся на борту, погибли. Причиной катастрофы стала навигационная ошибка лётчиков и отсутствие контроля со стороны диспетчерских служб[9].
- 7 декабря 2004 года при приземлении в аэропорту Красноярска Ту-154Б-2 (бортовой номер RA-85594) выкатился на левую боковую полосу безопасности. Самолёт вёз на празднование юбилея Красноярского края делегацию во главе с Полномочным представителем Президента в Сибирском федеральном округе Анатолием Квашниным[10].
- 12 августа 2007 года при посадке в аэропорту Внуково Ту-134 (бортовой номер RA-65573), выполнявший рейс из Красноярска, выкатился за пределы взлётно-посадочной полосы. При посадке самолёт начал уклоняться влево, в результате уже на посадочной полосе его развернуло на 180 градусов. Неуправляемая машина выкатилась двумя стойками шасси за пределы взлётно-посадочной полосы, при этом правая стойка подломилась и самолёт упал на крыло. Из повреждённой топливной системы на землю вытекло оставшееся в баке топливо. В результате происшествия никто не пострадал. Работа аэропорта была приостановлена на 5,5 часов[11].
- 29 апреля 2011 года самолёт Ту-154Б-2 (бортовой номер RA-85563), эксплуатирующийся 223-м лётным отрядом (8-я авиадивизия особого назначения), который стоял на хранении около десяти лет, было решено перегнать с аэродрома Чкаловский на капитальный ремонт на завод «Авиакор» в Самару. Сразу же после взлёта произошёл отказ системы управления самолётом. Удерживать его в более-менее горизонтальном положении лётчикам удавалось с помощью двигателей, меняя их тягу, а также положением элеронов. Самолёт, тем не менее, сильно кренился то на одно, то на другое крыло, теряя высоту. Со второго захода лётчикам удалось благополучно посадить самолёт на взлётно-посадочную полосу аэродрома Чкаловский, избежав катастрофы и предотвратив его падение на строения и людей. В ходе проверки установлено, что причиной происшествия стало неправильное подключение инженером одного из элементов автоматической бортовой системы управления к бортовой системе питания самолёта. Командиру обслуживавшей самолёт отдельной вертолётной эскадрильи ВВС России было внесено представление об устранении нарушений[12].
- 25 декабря 2016 года самолёт Ту-154Б-2 (бортовой номер RA-85572) сразу после вылета из аэропорта Адлер (AER) города Сочи потерпел катастрофу, упав в Чёрное море. Самолёт выполнял рейс Москва-Чкаловский/CKL — Сочи/AER — Латакия (Сирия). Погибло 92 человека,  в том числе 8 членов экипажа (штурман этого самолёта был в составе экипажа Ту-154Б-2, чудом избежавшего катастрофы 29 апреля 2011 года).